# خط برزبين

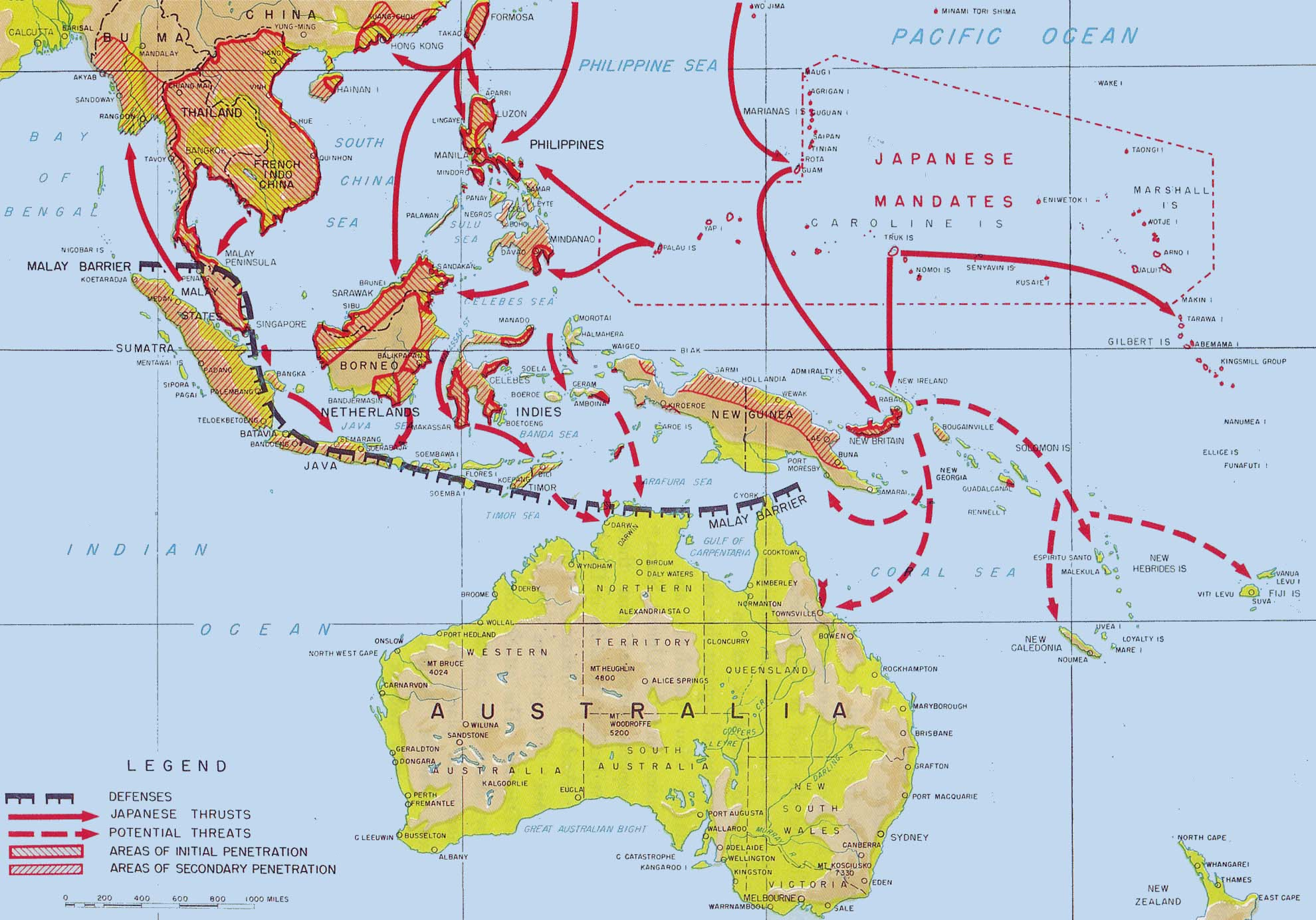
القوات اليابانية في شمال أستراليا

خَطّ برزبين (بالإنجليزية: Brisbane Line)‏ خطة للدفاع عن أستراليا وضُعت خلال الحرب العالمية الثانية. وكانت هذه الخطة تهدف إلى أن يدافع الجيش الأسترالي عن خط يمتد من أديليد بجنوبي أستراليا إلى بريزبين في كوينزلاند ضد أي جيش مغير. وكان السير إيفن ماكي قد رسم هذه الخطة للحكومة على أنها أكثر الخطط واقعية لاستخدام القوات الحكومية المحدودة. ولكن الخطة لم توضع مطلقًا موضع التنفيذ لأن اليابانيين لم يُنزلوا قواتهم في أستراليا.